# Gobius xanthocephalus
Gobius xanthocephalus é uma espécie de peixe pertencente à família Gobiidae.
A autoridade científica da espécie é Heymer & Zander, tendo sido descrita no ano de 1992.

## Portugal
Encontra-se presente em Portugal, onde é uma espécie nativa.

## Descrição
Trata-se de uma espécie marinha. Atinge os 10 cm de comprimento total nos indivíduos do sexo masculino.